# Marsat El Hadjadj
Marsat El Hadjadj là một đô thị thuộc tỉnh Oran, Algérie. Dân số thời điểm năm 2002 là 10.284 người.